# Vicente López y Portaña
Vicente López y Portaña (Valencia, 19 settembre 1772 – Madrid, 22 luglio 1850) è stato un pittore neoclassico spagnolo.

## Biografia

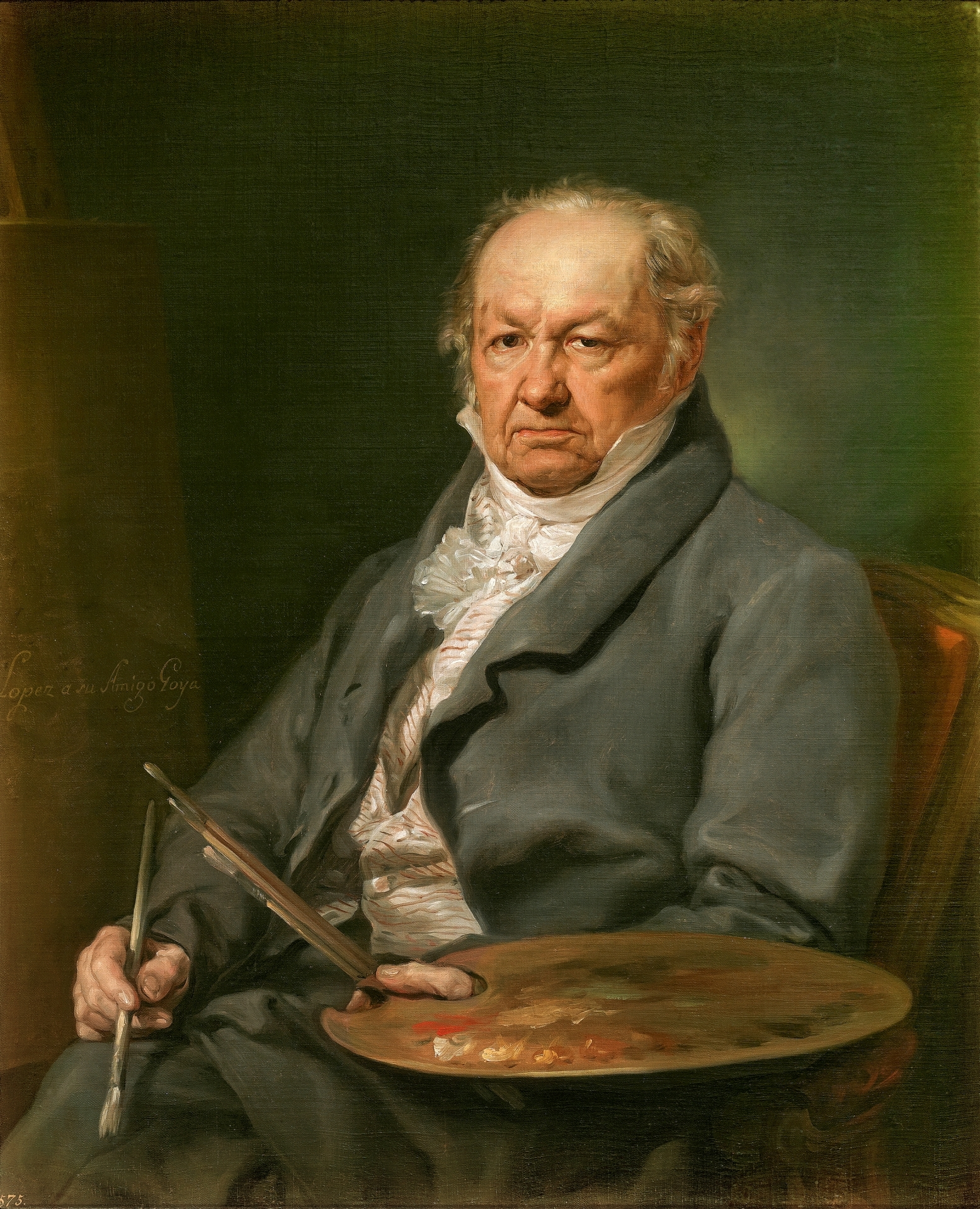
Ritratto del pittore Francisco Goya di Vicente López y Portaña, Museo del Prado.

I suoi genitori erano Cristóbal López Sanchordi e Manuela Portaña Meer. Iniziò gli studi artistici a 13 anni come discepolo del francescano Antonio de Villanueva, poi presso la Real Academia de Bellas Artes de San Carlos, dove nel 1789, per la sua opera Il re Ezechia fa mostra delle sue ricchezze, fu premiato con una borsa di studio per completare la sua formazione a Madrid, alla Real Academia de Bellas Artes de San Fernando, dove nel 1790 ottenne il primo premio in un concorso con il dipinto I Re Cattolici ricevono un'ambasciata dal re di Fez.
La permanenza a Madrid si prolungò per tre anni, durante i quali subì l'influenza dei pittori Francisco Bayeu, Mariano Salvador Maella e Anton Raphael Mengs; tornò a Valencia nel 1792, dove dipinse Ferdinando VII con l'abito dell'Ordine di Carlo III e numerosi ritratti degli ufficiali francesi durante la guerra d'indipendenza spagnola. Nel 1795 aveva sposato Maria Piquer, dalla quale ebbe due figli, Bernardo López Piquer e Luis, entrambi pittori come il padre.
La sua fedeltà alla monarchia fece sì che Ferdinando VII, con la Restaurazione del 1815, lo nominasse Primo Pittore di Camera, nonché insegnante di disegno della sua seconda moglie Maria Isabella di Braganza, e in seguito della sua terza moglie, Maria Giuseppa Amalia di Sassonia: l'artista si trasferì definitivamente nella capitale, dove divenne un ritrattista molto ricercato fra l'aristocrazia e l'alta borghesia madrilena.
Nel 1826 realizzò la sua opera più nota, il Ritratto del pittore Francisco Goya, e nel 1831 il ritratto di Ferdinando VII con l'abito dell'Ordine del Toson d'oro.
Morì nel 1850 quando era Primo Pittore di Camera di Isabella II.